# William R. Newman
Pour les articles homonymes, voir Newman et William Newman.
William Royall Newman (né le 13 mars 1955) est un historien des sciences américain, professeur distingué et professeur Ruth N. Halls au département d'histoire et de philosophie des sciences de l'Université de l'Indiana. La plupart des travaux de Newman en histoire des sciences a été consacrée à l'alchimie et la « chymistry », le débat art-nature, et les théories de la matière en particulier l'atomisme. Newman est également rédacteur en chef de la Chymistry of Isaac Newton, une ressource en ligne associant les éditions numériques originales des écrits alchimiques de Newton à des réplications multimédias d'expériences alchimiques de Newton. En outre, il a été directeur du Centre Catapult pour les sciences humaines numériques et l'analyse informatique de textes à l'Université d'Indiana. Newman est membre des comités de rédaction d' Archimedes, Early Science and Medicine (en) et de HOPOS .

## Formation
Newman a obtenu son baccalauréat en histoire des sciences et en proto-science de l'Université de Caroline du Nord à Greensboro (1978) où il a étudié auprès du poète et critique littéraire Elizabeth Sewell, du chimiste Otto Theodor Benfey (en) (au Guilford College)  :82 et du germaniste Harold Jantz (à l’Université Duke). En 1986, Newman a obtenu son doctorat de l'Université Harvard, sous la direction de John E. Murdoch, historien des sciences médiévales. Au même moment, Newman travaillait avec Robert Halleux, historien des sciences à l'Université de Liège.

## Expérience professionnelle
Après avoir obtenu son doctorat, Newman a enseigné pendant trois ans au Stonehill College, puis a été transféré à l'Université Harvard en tant que tuteur en chef du programme d'histoire et de sciences. En 1996, il part à l'Université d'Indiana, où il a été membre du corps professoral et directeur du département.

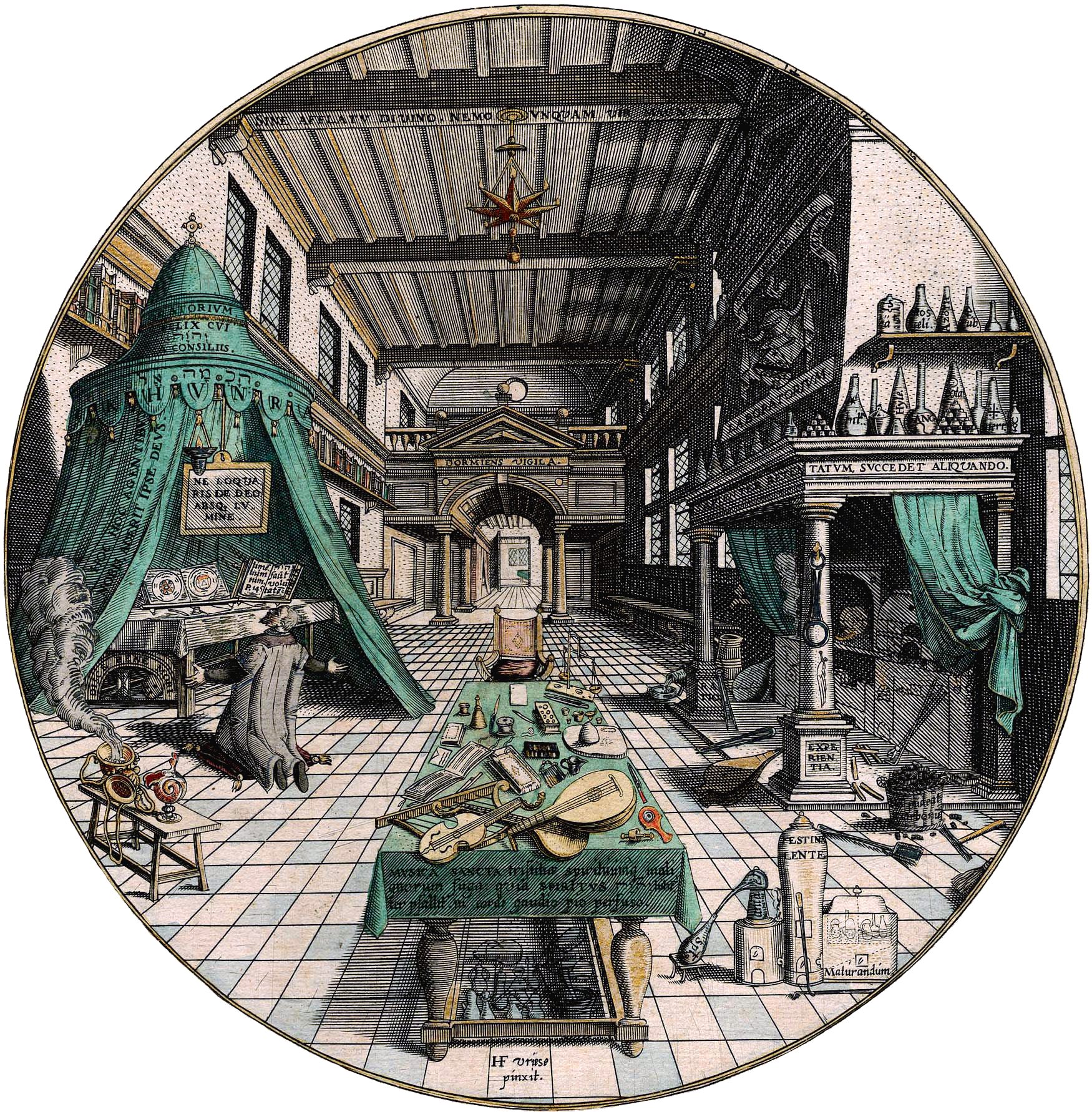
Laboratoire de l'alchimiste
Hans Vredeman de Vries, circa 1595.

L'histoire de l'alchimie médiévale a été au centre des premiers travaux de Newman, qui comprenait plusieurs études de Roger Bacon et a abouti à une édition, une traduction et une étude de l'alchimiste latin qui a écrit sous le nom supposé de "Geber" (une translittération de "Jābir", de "Jabir ibn Hayyan"), probablement Paul de Tarente.
En 1994, Newman a publié Gehennical Fire, une biographie intellectuelle de George Starkey (autrement connu sous le nom Eirenaeus Philalethes), originaire des Bermudes qui a obtenu son AB de Harvard College en 1646 et est devenu le premier tuteur sérieux de Robert Boyle en chimie et probablement l'écrivain alchimique préféré d'Isaac Newton.

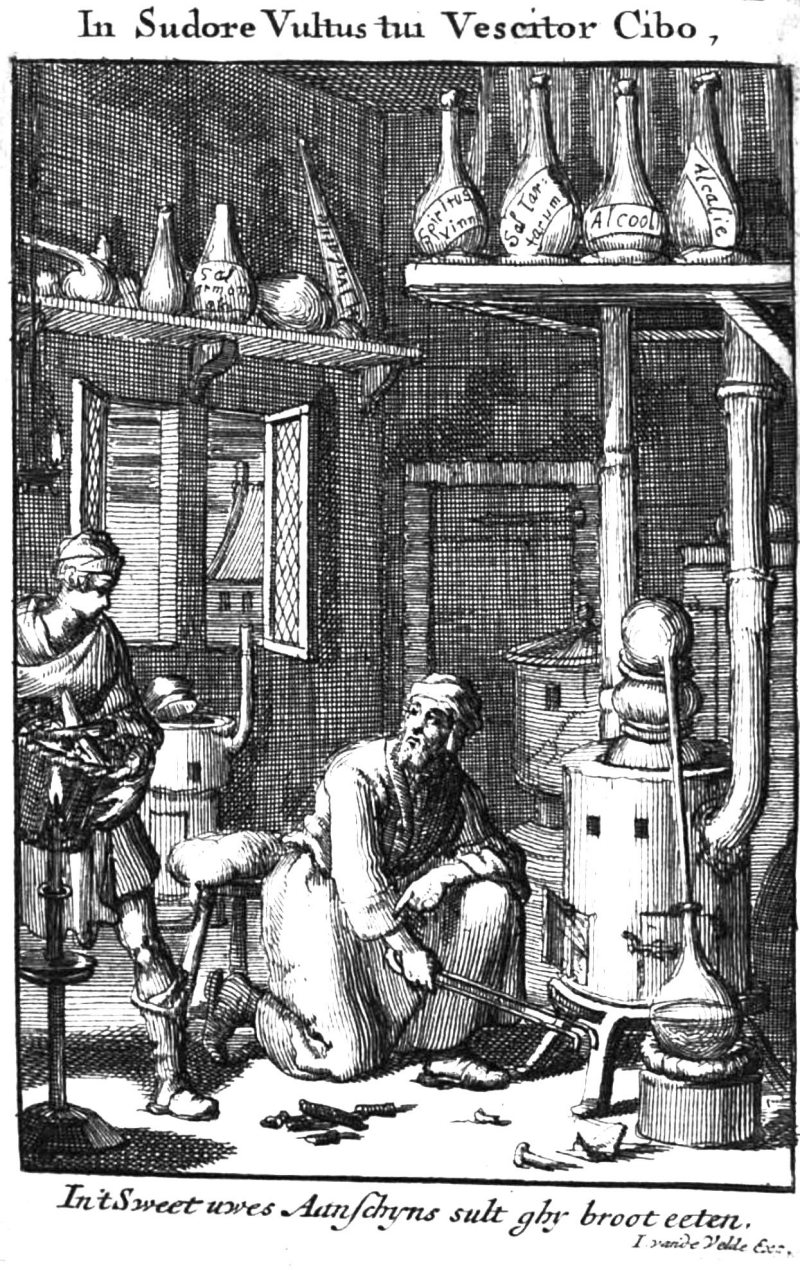
"Pyrotechnia" de G. Starkey, Frontispice de l'édition d'Amsterdam (1687).

En 2002 et 2004, Newman et Lawrence M. Principe ont élargi l'étude des relations de Starkey avec Boyle avec Alchemy Tried in the Fire et ont également publié les Alchemical Laboratory Notebooks de Starkey. 
« Newman et Principe ont produit une étude magistrale du contexte intellectuel,d'abord en corrigeant l'idée communément répandue qu'il y avait une coupure radicale au XVIIe siècle entre la fin de l'alchimie médiévale et le début de la chimie moderne. Bien qu'ils se focalisent principalemetn sur George Starkey (l'« alchimiste ») et Robert Boyle (le « chimiste »), ils fournissent également de copieux détails sur les pratiques et théories chimiques de Van Helmont, Benjamin Worsley, Frederick Clodius et Kenelm Digby, parmi d'autres. ». Les auteurs montrent également « l'influence de Starkey sur des successeurs tels que Wilhelm Homberg et même Antoine Lavoisier ».
À la suite de l'initiative énoncée dans le Gehennical Fire de Newman, les deux auteurs ont fait valoir que des termes tels que "chimie primitive" et "alchimie" ne rendaient guère justice au vaste domaine dans lequel des personnages comme Starkey opéraient. Ils ont donc milité pour un retour au terme archaïque "chymistry" dans deux articles fondateurs : cette utilisation de «chymistry» est maintenant largement reconnue et a été reprise par le Oxford English Dictionary (voir l'entrée de l'OED pour «Chimie»).
En 2004, Newman a publié Promethean Ambitions, un ouvrage qui explore le rôle important de l'alchimie en tant que centre du vaste débat sur les pouvoirs de l'art et de la nature dans la culture occidentale. Il publie en  2006 son livre Atoms and Alchemy, qui soutient que l'alchimie médiévale et moderne étaient des sources fondamentales pour la philosophie mécanique du XVIIe siècle, ainsi que pour l'approche de la théorie de la matière que Newman appelle "l'atomisme chymique". Newman est l'éditeur en chef du projet Chymistry of Isaac Newton, qui édite les écrits alchimiques de Newton et fournit des outils multimédia supplémentaires pour les déchiffrer,.

## Prix et distinctions
En 1982 William R. Newman reçoit le Prix JR Partington de la Société d'histoire de l'alchimie et de la chimie. En 1989 il est lauréat du prix Alexandre-Koyré pour un jeune historien des sciences, distinction décernée par l'Académie internationale d'histoire des sciences.
En 1999 il est récipiendaire d'une Bourse Guggenheim, puis en 2005 il est lauréat conjointement avec Lawrence M. Principe du prix Pfizer décerné par la History of Science Society, la plus haute distinction décernée à des œuvres individuelles, pour leur ouvrage Alchemy Tried in the Fire: Starkey, Boyle, and the Fate of Helmontian Chymistry,,,.
En 2010 il donne la Conférence inaugurale de l'Institut Perimeter pour la physique théorique et en 2013 il reçoit le prix HIST (en) pour réalisation exceptionnelle en histoire de la chimie, décerné par l'American Chemical Society.
Il est également membre correspondant de l'Académie internationale d'histoire des sciences.

## Publications
- Evidence and Interpretation: Studies on Early Science and Medicine in Honor of John E. Murdoch (recueil d'articles publiés par Newman et Edith Dudley Sylla) (Leiden: Brill, 2009),  (ISBN 978-9004178786)
- The Artificial and The Natural: An Evolving Polarity (recueil d'articles coédités avec Bernadette Bensaude-Vincent) (Cambridge, MA: MIT Press, 2007),  (ISBN 0-262-02620-1).
- Atoms and Alchemy: Chymistry and the Experimental Origins of the Scientific Revolution (Chicago: University of Chicago Press, 2006),  (ISBN 978-0226576961).
- George Starkey: Alchemical Laboratory Notebooks and Correspondence (avec Lawrence M. Principe) (Chicago: Presses de l'Université de Chicago, 2004),  (ISBN 0226577015).
- William R. Newman, Promethean Ambitions : Alchemy and the Quest to Perfect Nature, University of Chicago Press, 2005 (ISBN 978-0-226-57712-8, lire en ligne)
- Alchemy Tried in the Fire: Starkey, Boyle, and the Fate of Helmontian (avec Lawrence M. Principe), (Chicago: Presses de l'Université de Chicago, 2002),  (ISBN 978-0226577111).
- (en) Lawrence M. Principe et William R. Newman, Secrets of Nature, Astrology and Alchemy in Modern Europe, MIT Press, 2001, 443 p. (ISBN 978-0-262-14075-1, lire en ligne), « Some Problems with the Historiography of Alchemy », p. 386–387.
- Late Medieval and Early Modern Corpuscular Matter Theories (recueil d'articles coédités avec Christoph Lüthy et John E. Murdoch) (Leiden: EJ Brill, 2001),  (ISBN 978-9004115163).
- William R. Newman, Gehennical Fire : The Lives of George Starkey, An American Alchemist in the Scientific Revolution, University of Chicago Press, 2003, 348 p. (ISBN 978-0-226-57714-2, présentation en ligne) (première édition, Cambridge, MA, Harvard University Press, 1994)[24].
- La Summa Perfectionis de Pseudo-Geber: Une édition critique, traduction et étude, (Leiden: EJ Brill, 1991),  (ISBN 978-9004094642).
- (en) William R. Newman, « Abū Mūsā Jābir ibn Ḥayyān », Encyclopaedia britannica,‎ 3 août 2016 (lire en ligne)
- William R. Newman, "The Occult and Manifest Among the Alchemists", in F. J. Ragep, Sally P Ragep, Steven John Livesey, Tradition, Transmission, Transformation: Proceedings of Two Conferences on pre-Modern science held at University of Oklahoma, Brill, 1996-1997.
- Lawrence Principe et William R. Newman, « Alchemy vs. chemistry : The etymological origins of a historiographical mistake », Early science and medicine, vol. 33/1,‎ 1998, p. 32-65 (lire en ligne).
- William R. Newman, "L'influence de la Summa Perfectionis du Pseudo-Geber", in Jean-Claude Margolin et Sylvain Matton (éd.), Alchimie et philosophie à la Renaissance, p. 65-77.